# O3b (спутники)
O3b — спутниковая группировка, предназначенная для телекоммуникаций и передачи данных из удалённых мест. Принадлежит корпорации O3b Networks, которая является частью люксембургской корпорации SES S.A..
Первые четыре спутника были запущены 25 июня 2013, ещё восемь в 2014 году (четыре спутника на 10 июля 2014 года и четыре по 18 декабря 2014), а также четыре 9 марта 2018. В апреле 2019 года группировка увеличена до двадцати спутников.

## Спутники
Первые спутники были развёрнуты на круговой орбите вдоль экватора на высоте 8063 км (средняя околоземная орбита) со скоростью примерно 18918 км/ч, каждый совершает 5 оборотов в день. По состоянию на 2018 год в группировке функционирует шестнадцать спутников, работающих на орбите, после четырёх пусков по четыре спутника в каждом. Из-за проблем с оборудованием трёх спутников в первой запущенной четвёрке, три из них были переведены в режим ожидания. Однако тринадцать остальных остаются в работе.
Каждый спутник оснащён двенадцатью полностью управляемыми антеннами диапазона Ka (два луча для шлюзов, десять лучей для абонентов), которые используют 4,3 ГГц спектра (2 × 216 МГц на луч) с предполагаемой пропускной способностью 1,6 Гбит/с на луч (800 Мбит/с на направление) что даёт общую пропускную способность 16 Гбит/с на спутник. Покрытие каждого луча составляет 700 км в диаметре. O3b заявляет, что однократная двусторонняя задержка составит 179 миллисекунд для голосовой связи, а сквозная двусторонняя задержка в 140 мс для услуг передачи данных. Максимальная пропускная способность на соединение TCP составляет 2,1 Мбит/с. Для морских приложений O3b, присутствуют задержки в обе стороны в 140 мс и поддерживается скорость соединения более 500 Мбит/с.
Спутники питаются от солнечных батарей на арсениде галлия и от ионно-литиевых батарей. Весят они, приблизительно, 700 килограммов (1500 фунтов) каждый.
Спутники были построены компанией Thales Alenia Space, подразделением Thales Group . Первый спутник (PFM) был построен в Космическом центре Канн-Манделье, а остальная часть группировки была собрана, интегрирована и испытана на объектах Thales Alenia Space Italy’s Roman.

## O3b mPower
В сентябре 2017 года SES анонсировала спутники O3b следующего поколения и разместила заказ на первые семь спутниковых систем Boeing, используя новую спутниковую платформу на основе линейки масштабируемых шин Boeing 702. Ожидается, что запуск их состоится в 2021 году. В этом случае, группировка O3b mPower СОО спутников для широкополосных интернет-услуг «будет в состоянии обеспечить в любом месте доступ в сеть на скорости от сотен мегабит до 10 гигабит, для любого корабля в море», через 30000 сфокусированных лучей. Программно-определяемая маршрутизация будет направлять трафик между спутниками mPower на средней околоземной орбите и геостационарным флотом SES.
В сентябре 2019 года был подписан контракт со SpaceX по выведению на среднюю околоземную орбиту семи спутников mPower в ходе двух запусков ракеты-носителя Falcon 9. Один из запусков выведет 4 спутника, второй — 3 спутника. Запуски ожидаются в 2021 году.

## Список запусков
| Дата запуска         | Количество спутников | Результат выведения на орбиту | В работе          |
| -------------------- | -------------------- | ----------------------------- | ----------------- |
| 25 июня 2013 года    | 4                    | успех                         | 1+ (3 в ожидании) |
| 10 июля 2014 года    | 4                    | успех                         | 4                 |
| 18 декабря 2014 года | 4                    | успех                         | 4                 |
| 9 марта 2018 года    | 4                    | успех                         | 4                 |
| 4 апреля 2019 года   | 4                    | успех                         |                   |